# Tout près du bonheur
Tout près du bonheur è una canzone registrata in duetto tra Marc Dupré e Céline Dion, pubblicato in Canada nell'aprile 2006 come quarto singolo promozionale dell'album di Dupré, Refaire le monde (2005).

## Antefatti e contenuti
Tout près du bonheur fu composto nel 2000 da Céline Dion, Marc Dupré e da Nelson Minville per il matrimonio di Dupré e Anne-Marie Angelil, figlia di René Angélil. Céline la cantò dopo la cerimonia. Durante la registrazione del suo primo album nel 2005, Marc chiese a Céline il permesso di registrare la canzone e la cantante accettò all'istante, registrando anche i cori. La produzione fu curata da Tino Izzo.
Dupré collaborò già in passato con la Dion, aprendo i concerti di quest'ultima all'Olympia di Parigi nel 1994 e duettando sulle note di Sous le vent nel 2002, nel programma televisivo québecchese di karaoke, La fureur, tenutosi al Bell Centre di Montréal e trasmesso dalla CBC.
Del brano esistono due versioni: la prima fu pubblicata nell'album d'esordio di Dupré, pubblicato nel 2005, mentre la seconda fu registrata in versione pop-rock e rilasciate come singolo radiofonico e digital download in Quebec nel 2006.
Per il singolo fu realizzato anche un videoclip musicale girato l'8 maggio 2006 al Colosseum del Caesars Palace di Las Vegas e diretto da Ivan Grbovic.

## Successo radiofonico e riconoscimenti
Tout près du bonheur superò la classifica airplay del Quebec nel giugno 2006, rimanendo alla numero per tre settimane consecutive.
Il 23 ottobre 2006, Céline Dion e Marc Dupré vinsero un SOCAN Award come compositori di Tout près du bonheur.

## Interpretazioni dal vivo e pubblicazioni
Tout près du bonheur fu eseguita dal vivo il 30 aprile 2006 da entrambi gli artisti durante il Gala Artists in Quebec. Il 22 dicembre 2006, Céline e Marc eseguirono il brano durante il suo concerto al Lionel-Groulx Theatre di Sainte-Thérèse e successivamente durante il concerto storico della Dion per la celebrazione del 400º anniversario di Quebec City. L'esibizione fu registrata e inclusa nel DVD Céline sur les Plaines.

## Formati e tracce
CD Singolo Promo (Canada) (Novem Musique: NOVCD9467-3DJ)
1. Tout près du bonheur (feat. Céline Dion) (Version Remix Radio) – 3:51 (Céline Dion, Marc Dupré, Nelson Minville)
2. Tout près du bonheur (feat. Céline Dion) (Version Remix Rock) – 3:50 (Dion, Dupré, Minville)

## Classifiche
| Classifica (2006) | Posizione massima raggiunta |
| ----------------- | --------------------------- |
| Québec (ADISQ)    | 1                           |